# Pollos (kommunhuvudort)
Pollos är en kommunhuvudort i Spanien.   Den ligger i provinsen Provincia de Valladolid och regionen Kastilien och Leon, i den centrala delen av landet, 160 km nordväst om huvudstaden Madrid. Pollos ligger 676 meter över havet och antalet invånare är 781.
Terrängen runt Pollos är huvudsakligen platt. Pollos ligger nere i en dal. Runt Pollos är det glesbefolkat, med 15 invånare per kvadratkilometer. Närmaste större samhälle är Tordesillas, 12,1 km nordost om Pollos. Trakten runt Pollos består till största delen av jordbruksmark.